# Futarchie
Futarchie je forma vládnutí založená na predikčních trzích. Jedná se o alternativu ke klasické zastupitelské demokracii. Navrhl ji Robin Hanson.
Ve futarchii mají volby sloužit k výběru politiků, kteří reprezentují cíle, o které se má usilovat. Poté lidé sázejí na to, která opatření povedou k určeným cílům. Nakonec se realizují opatření, která získají nejvyšší počet hlasů, a lidem, kteří si na ně vsadili, se vyplatí výhry. Robin Hanson to zkráceně popsal jako "hlasování o hodnotách a sázení podle názorů."
Podle zastánců futarchie vede ziskový motiv sázejících k výběru nejvhodnějších opatření. Ekonom Tyler Cownen naopak futarchii kritizuje. Podle něj není možné od sebe jednoduše oddělit "hodnoty" a "názory."